# Championnat du Costa Rica de football
Le championnat du Costa Rica de football, aussi appelé Primera División ou UNAFUT, est le tournoi de football professionnels costaricien le plus important du pays. Il a été créé en 1921 et se joue sous la forme de deux tournois semestriels appelés Apertura et Clausura.
Le Deportivo Saprissa est le club qui a remporté le plus de titre de Primera División (40) et le record du nombre de victoires consécutives (6) de 1971-1977.
Le Clásico du Costa Rica est le match opposant le Deportivo Saprissa à la LD Alajuelense, les deux plus grands clubs du pays, il a remplacé un autre Clásico, le match entre le CS Herediano et le CS La Libertad. Il existe de nombreux autres derbies, le Clásico entre le CS Herediano et le CS Cartaginés est le plus ancien des derbys costariciens.

## Histoire
En 1921, la Liga Nacional de Fútbol est créée par les sept plus vieux clubs costariciens, avec notamment le LD Alajuelense et le CS Herediano. Ils organisent la première édition de Primera División lors de la même année. En 1931, la ligue est renommée en Federación Deportiva de Costa Rica, puis Federación Nacional de Fútbol et enfin dans les années 1970, Federación Costarricense de Fútbol (FEDEFUTBOL). En 1999, la FEDEFUTBOL, créée l'UNAFUT pour financer la Primera División et la Alto Rendimiento y Juvenil Especial, un championnat spécial pour les jeunes joueurs des clubs de première division.
Une modification majeure est intervenu lors de la dernière décennie, en effet, à partir de 1997 et en prenant exemple sur leur voisin mexicains, les saisons ont été divisés en deux tournois saisonniers dont les vainqueurs s'affrontaient en fin de saison pour le titre, ce n'est qu'à partir de 2007 que les deux vainqueurs des tournois ont tous deux été sacrés champion du Costa Rica. Ces deux tournois sont appelés Apertura et Clausura, le Deportivo Saprissa est le club ayant le mieux tiré son épingle de ce nouveau format en remportant 4 titres de champion depuis son instauration.

## Évolution du règlement
Le nombre d'équipes, 5 à l'origine, n'a pas cessé de varier au cours des saisons et des différentes promotions, rétrogradations, disparitions, invitations et championnats promotionnels, pour se stabiliser depuis la dernière décennie à 12 équipes.
Entre 1921 et 1997, le titre de champion est attribué au leader du classement général à la fin de la saison (comme dans la plupart des championnats nationaux).

### La phase finale
Une première sorte de phase finale est instaurée lors de la saison 1997-98, en effet le titre se joue désormais lors d'une finale opposant les deux leaders des tournois saisonniers.
C'est à partir de 2004 que sont instaurées des phases finales au sein des tournois saisonniers. La phase finale comporte alors des demi-finales et une finale avant de passer à un format avec deux quarts de finale, deux demi-finales et une finale puis à un format à quatre quarts de finale avant de revenir en 2011 à un format avec deux demi-finales et une finale.

## Qualification pour les tournois internationaux
Depuis 2007 et la dernière édition de la Copa Interclubes UNCAF, les clubs du Costa Rica ne peuvent se qualifier que pour une seule compétition internationale, la Ligue des champions de la CONCACAF.
Depuis 2020, aucune équipe du pays ne se qualifie directement pour la Ligue des champions. Les champions de chaque tournoi Apertura et Clausura sont qualifiés pour la Ligue de la CONCACAF, ainsi que le meilleur non-champion au classement cumulatif des deux tournois saisonniers.

## Équipes de la saison 2024-2025
| \| Alajuelense Cartaginés Herediano Guanacasteca Pérez Zeledón Saprissa Sporting San Carlos Santos Liberia Santa Ana Puntarenas \| Localisation des équipes. |
| Alajuelense Cartaginés Herediano Guanacasteca Pérez Zeledón Saprissa Sporting San Carlos Santos Liberia Santa Ana Puntarenas                                 |

Ce tableau présente les douze équipes qualifiées pour disputer le championnat 2024-2025. On y trouve le nom des clubs, le nom des stades dans lesquels ils évoluent ainsi que la capacité et la localisation de ces derniers.
| Équipe                  | Ville                  | Stade                             | Capacité |
| LD Alajuelense          | Alajuela               | Stade Alejandro Morera Soto       | 17 900   |
| CS Cartaginés           | Cartago                | Stade José Rafael Ivankovich      | 13 500   |
| Santa Ana               | Santa Ana              | Estadio Piedades de Santa Ana     | 2 000    |
| Municipal Liberia       | Liberia                | Estadio Edgardo Baltodano Briceño | 5 000    |
| CS Herediano            | Guadalupe              | Stade Coyella Fonseca             | 4 500    |
| AD Guanacasteca         | Nicoya                 | Stade Chorotega                   | 3 000    |
| Puntarenas FC           | Puntarenas             | Stade Lito Pérez                  | 4 105    |
| Municipal Pérez Zeledón | San Isidro del General | Stade Municipal Pérez Zeledón     | 6 000    |
| AD San Carlos           | Ciudad Quesada         | Stade Carlos Ugalde Álvarez       | 5 000    |
| SD Santos               | Guápiles               | Stade Ebal Rodríguez              | 3 000    |
| Deportivo Saprissa      | San José               | Stade Ricardo Saprissa            | 23 100   |
| Sporting FC             | San José               | Stade Ernesto Rohrmoser           | 3 000    |

## Palmarès
| Saison                 | Vainqueur                 | Score | Finaliste               | Notes                                           |
| Championnat annuel     |                           |       |                         |                                                 |
| 1921                   | CS Herediano              | -     | Gimnástica Española     | Il n'y a pas eu de finale                       |
| 1922                   | CS Herediano              | -     | CS La Libertad          | Il n'y a pas eu de finale                       |
| 1923                   | CS Cartaginés             | -     | CS La Libertad          | Il n'y a pas eu de finale                       |
| 1924                   | CS Herediano              | -     | CS Cartaginés           | Il n'y a pas eu de finale                       |
| 1925                   | CS La Libertad            | -     | CS Herediano            | Il n'y a pas eu de finale                       |
| 1926                   | CS La Libertad            | -     | CS Cartaginés           | Il n'y a pas eu de finale                       |
| 1927                   | CS Herediano              | -     | CS La Libertad          | Il n'y a pas eu de finale                       |
| 1928                   | LD Alajuelense            | -     | Gimnástica Española     | Il n'y a pas eu de finale                       |
| 1929                   | CS La Libertad            | -     | LD Alajuelense          | Il n'y a pas eu de finale                       |
| 1930                   | CS Herediano              | -     | Gimnástica Española     | Il n'y a pas eu de finale                       |
| 1931                   | CS Herediano              | -     | Orión FC                | Il n'y a pas eu de finale                       |
| 1932                   | CS Herediano              | -     | CS La Libertad          | Il n'y a pas eu de finale                       |
| 1933                   | CS Herediano              | -     | Gimnástica Española     | Il n'y a pas eu de finale                       |
| 1934                   | CS La Libertad            | -     | CD Alajuela Junior      | Il n'y a pas eu de finale                       |
| 1935                   | CS Herediano              | -     | CD Alajuela Junior      | Il n'y a pas eu de finale                       |
| 1936                   | CS Cartagines             | -     | CS La Libertad          | Il n'y a pas eu de finale                       |
| 1937                   | CS Herediano              | -     | Gimnástica Española     | Il n'y a pas eu de finale                       |
| 1938                   | Orión FC                  | -     | Gimnástica Española     | Il n'y a pas eu de finale                       |
| 1939                   | LD Alajuelense            | -     | CS Herediano            | Il n'y a pas eu de finale                       |
| 1940                   | CS Cartagines             | -     | Orión FC                | Il n'y a pas eu de finale                       |
| 1941                   | LD Alajuelense            | -     | CS La Libertad          | Il n'y a pas eu de finale                       |
| 1942                   | CS La Libertad            | -     | Gimnástica Española     | Il n'y a pas eu de finale                       |
| 1943                   | Universidad de Costa Rica | -     | LD Alajuelense          | Il n'y a pas eu de finale                       |
| 1944                   | Orión FC                  | -     | CS Herediano            | Il n'y a pas eu de finale                       |
| 1945                   | LD Alajuelense            | -     | Orión FC                | Il n'y a pas eu de finale                       |
| 1946                   | CS La Libertad            | -     | CS Herediano            | Il n'y a pas eu de finale                       |
| 1947                   | CS Herediano              | -     | CS La Libertad          | Il n'y a pas eu de finale                       |
| 1948                   | CS Herediano              | -     | LD Alajuelense          | Il n'y a pas eu de finale                       |
| 1949                   | LD Alajuelense            | -     | Orión FC                | Il n'y a pas eu de finale                       |
| 1950                   | LD Alajuelense            | -     | Deportivo Saprissa      | Il n'y a pas eu de finale                       |
| 1951                   | CS Herediano              | -     | Orión FC                | Il n'y a pas eu de finale                       |
| 1952                   | Deportivo Saprissa        | -     | LD Alajuelense          | Il n'y a pas eu de finale                       |
| 1954                   | Deportivo Saprissa        | -     | CS Herediano            | Il n'y a pas eu de finale                       |
| 1955                   | CS Herediano              | -     | Deportivo Saprissa      | Il n'y a pas eu de finale                       |
| 1957                   | Deportivo Saprissa        | -     | LD Alajuelense          | Il n'y a pas eu de finale                       |
| 1958                   | LD Alajuelense            | -     | Deportivo Saprissa      | Il n'y a pas eu de finale                       |
| 1959                   | LD Alajuelense            | -     | Deportivo Saprissa      | Il n'y a pas eu de finale                       |
| 1960                   | LD Alajuelense            | -     | CS Herediano            | Il n'y a pas eu de finale                       |
| 1961 Asofútbol         | CS Herediano              | -     | Deportivo Saprissa      | Il n'y a pas eu de finale                       |
| 1961 Federación        | AD Carmelita              | -     | CS Uruguay              | Il n'y a pas eu de finale                       |
| Championnat saisonnier |                           |       |                         |                                                 |
| 1961-1962              | Deportivo Saprissa        | -     | -                       | Il n'y a pas eu de finale                       |
| 1962-1963              | CS Uruguay                | -     | -                       | Il n'y a pas eu de finale                       |
| 1963-1964              | Deportivo Saprissa        | -     | -                       | Il n'y a pas eu de finale                       |
| 1964-1965              | Deportivo Saprissa        | -     | -                       | Il n'y a pas eu de finale                       |
| 1965-1966              | LD Alajuelense            | 2-1   | Deportivo Saprissa      |                                                 |
| 1966-1967              | Deportivo Saprissa        | -     |                         | Il n'y a pas eu de finale                       |
| 1967-1968              | Deportivo Saprissa        | -     | -                       | Il n'y a pas eu de finale                       |
| 1968-1969              | Deportivo Saprissa        | -     | -                       | Il n'y a pas eu de finale                       |
| 1969-1970              | LD Alajuelense            | -     | -                       | Il n'y a pas eu de finale                       |
| 1970-1971              | LD Alajuelense            | 5-6   | Deportivo Saprissa      | LD Alajuelense l'emporte 3 tirs au but à 1.     |
| 1971-1972              | Deportivo Saprissa        | -     | -                       | Il n'y a pas eu de finale                       |
| 1972-1973              | Deportivo Saprissa        | -     | -                       | Il n'y a pas eu de finale                       |
| 1973-1974              | Deportivo Saprissa        | -     | -                       | Il n'y a pas eu de finale                       |
| 1974-1975              | Deportivo Saprissa        | -     | -                       | Il n'y a pas eu de finale                       |
| 1975-1976              | Deportivo Saprissa        | -     | -                       | Il n'y a pas eu de finale                       |
| 1976-1977              | Deportivo Saprissa        | 2-0   | CS Cartagines           |                                                 |
| 1977-1978              | CS Herediano              | 4-1   | Municipal Puntarenas    |                                                 |
| 1978-1979              | CS Herediano              | 5-2   | CS Cartagines           |                                                 |
| 1979-1980              | LD Alajuelense            | 2-0   | CS Herediano            |                                                 |
| 1980-1981              | CS Herediano              | 5-3   | AD Limonense            |                                                 |
| 1981-1982              | Deportivo Saprissa        | 1-0   | Municipal Puntarenas    |                                                 |
| 1982-1983              | LD Alajuelense            | -     | Municipal Puntarenas    |                                                 |
| 1983-1984              | LD Alajuelense            | -     | -                       | Il n'y a pas eu de finale                       |
| 1984-1985              | CS Herediano              | 2-0   | LD Alajuelense          |                                                 |
| 1985-1986              | Municipal Puntarenas      | 3-2   | LD Alajuelense          |                                                 |
| 1986-1987              | CS Herediano              | 3-2   | CS Cartagines           |                                                 |
| 1987-1988              | Deportivo Saprissa        | -     | -                       | Il n'y a pas eu de finale                       |
| 1988-1989              | Deportivo Saprissa        | -     | -                       | Il n'y a pas eu de finale                       |
| 1990-1991              | LD Alajuelense            | 3-1   | Deportivo Saprissa      |                                                 |
| 1991-1992              | LD Alajuelense            | 1-0   | Deportivo Saprissa      |                                                 |
| 1992-1993              | CS Herediano              | -     | CS Cartagines           | Victoire attribuée sur tapis vert.              |
| 1993-1994              | Deportivo Saprissa        | 3-2   | LD Alajuelense          |                                                 |
| 1994-1995              | Deportivo Saprissa        | 4-1   | LD Alajuelense          |                                                 |
| 1995-1996              | LD Alajuelense            | 4-2   | CS Cartagines           |                                                 |
| 1996-1997              | LD Alajuelense            | 4-3   | Deportivo Saprissa      |                                                 |
| 1997-1998              | Deportivo Saprissa        | 2-1   | LD Alajuelense          |                                                 |
| 1998-1999              | Deportivo Saprissa        | -     | -                       | Il n'y a pas eu de finale.                      |
| 1999-2000              | LD Alajuelense            | -     | -                       | Il n'y a pas eu de finale.                      |
| 2000-2001              | LD Alajuelense            | -     | -                       | Il n'y a pas eu de finale.                      |
| 2001-2002              | LD Alajuelense            | 6-2   | SD Santos               |                                                 |
| 2002-2003              | LD Alajuelense            | -     | -                       | Il n'y a pas eu de finale.                      |
| 2003-2004              | Deportivo Saprissa        | 3-2   | CS Herediano            |                                                 |
| 2004-2005              | LD Alajuelense            | 4-1   | Municipal Pérez Zeledon |                                                 |
| 2005-2006              | Deportivo Saprissa        | -     | -                       | Il n'y a pas eu de finale.                      |
| 2006-2007              | Deportivo Saprissa        | -     | -                       | Il n'y a pas eu de finale.                      |
| Championnat semestriel |                           |       |                         |                                                 |
| Apertura 2007          | Deportivo Saprissa        | 4-2   | CS Herediano            |                                                 |
| Clausura 2008          | Deportivo Saprissa        | 2-0   | LD Alajuelense          |                                                 |
| Apertura 2008          | Deportivo Saprissa        | 3-2   | LD Alajuelense          |                                                 |
| Clausura 2009          | Liberia Mía               | 3-0   | CS Herediano            |                                                 |
| Apertura 2009          | Brujas Escazu             | 1-1   | Puntarenas FC           | Brujas Escazu l'emporte 5 tirs au but à 4.      |
| Clausura 2010          | Deportivo Saprissa        | 7-2   | AD San Carlos           |                                                 |
| Apertura 2010          | LD Alajuelense            | 1-1   | CS Herediano            | LD Alajuelense l'emporte 4 tirs au but à 3.     |
| Clausura 2011          | LD Alajuelense            | 2-0   | AD San Carlos           |                                                 |
| Apertura 2011          | LD Alajuelense            | 2-2   | CS Herediano            | LD Alajuelense l'emporte 6 tirs au but à 5.     |
| Clausura 2012          | CS Herediano              | 6-3   | SD Santos               |                                                 |
| Apertura 2012          | LD Alajuelense            | 3-2   | CS Herediano            |                                                 |
| Clausura 2013          | CS Herediano              | 4-4   | CS Cartagines           | CS Herediano l'emporte 5 tirs au but à 4.       |
| Apertura 2013          | LD Alajuelense            | 0-0   | CS Herediano            | LD Alajuelense l'emporte 5 tirs au but à 3.     |
| Clausura 2014          | Deportivo Saprissa        | 1-0   | LD Alajuelense          |                                                 |
| Apertura 2014          | Deportivo Saprissa        | 5-3   | CS Herediano            |                                                 |
| Clausura 2015          | CS Herediano              | 3-3   | LD Alajuelense          | CS Herediano l'emporte 3 tirs au but à 2.       |
| Apertura 2015          | Deportivo Saprissa        | 4-1   | LD Alajuelense          |                                                 |
| Clausura 2016          | CS Herediano              | 3-0   | LD Alajuelense          |                                                 |
| Apertura 2016          | Deportivo Saprissa        | -     | -                       | Il n'y a pas eu de finale.                      |
| Clausura 2017          | CS Herediano              | 5-0   | Deportivo Saprissa      |                                                 |
| Apertura 2017          | Municipal Pérez Zeledon   | 1-0   | CS Herediano            |                                                 |
| Clausura 2018          | Deportivo Saprissa        | 1-1   | CS Herediano            | Deportivo Saprissa l'emporte 4 tirs au but à 3. |
| Apertura 2018          | CS Herediano              | 3-3   | LD Alajuelense          | CS Herediano l'emporte 4 tirs au but à 2.       |
| Clausura 2019          | AD San Carlos             | 1-1   | Deportivo Saprissa      | AD San Carlos l'emporte aux buts à l'extérieur. |
| Apertura 2019          | CS Herediano              | 2-2   | LD Alajuelense          | CS Herediano l'emporte 5 tirs au but à 4.       |
| Clausura 2020          | Deportivo Saprissa        | 3-0   | LD Alajuelense          |                                                 |
| Apertura 2020          | LD Alajuelense            | 2-0   | CS Herediano            |                                                 |
| Clausura 2021          | Deportivo Saprissa        | 4-2   | CS Herediano            |                                                 |
| Apertura 2021          | CS Herediano              | 4-2   | Deportivo Saprissa      |                                                 |
| Clausura 2022          | CS Cartaginés             | 2-1   | LD Alajuelense          |                                                 |
| Apertura 2022          | Deportivo Saprissa        | 2-1   | CS Herediano            |                                                 |
| Clausura 2023          | Deportivo Saprissa        | 3-2   | LD Alajuelense          |                                                 |
| Apertura 2023          | Deportivo Saprissa        | 3-1   | CS Herediano            |                                                 |
| Clausura 2024          | Deportivo Saprissa        | 3-1   | LD Alajuelense          |                                                 |
| Apertura 2024          | CS Herediano              | 3-2   | LD Alajuelense          |                                                 |

## Bilans
| Équipe                  | Victoires |
| Deportivo Saprissa      | 40 (1952, 1953, 1957, 1961, 1962, 1964, 1966, 1967, 1968, 1971, 1972, 1973, 1974, 1975, 1976, 1981, 1987, 1988, 1993, 1994, 1997, 1998, 2003, 2005, 2006, Aper. 2007, Clau. 2008, Aper. 2008, Clau. 2010, Clau. 2014, Aper. 2014, Aper. 2015, Aper. 2016, Clau. 2018, Clau. 2020, Clau. 2021, Aper. 2022, Clau. 2023., Aper. 2023, Clau. 2024) |
| LD Alajuelense          | 30 (1928, 1939, 1941, 1945, 1949, 1950, 1958, 1959, 1960, 1965, 1969, 1970, 1979, 1982, 1983, 1990, 1991, 1995, 1996, 1999, 2000, 2001, 2002, 2004, Aper. 2010, Clau. 2011, Aper. 2011, Aper. 2012, Aper. 2013, Aper. 2020) |
| CS Herediano            | 30 (1921, 1922, 1924, 1927, 1930, 1931, 1932, 1933, 1935, 1937, 1947, 1948, 1951, 1955, 1961, 1978, 1979, 1981, 1985, 1987, 1993, Clau. 2012, Clau. 2013, Clau. 2015, Clau. 2016, Clau. 2017, Aper. 2018, Aper. 2019, Aper. 2021, Aper. 2024)                                                                                                  |
| CS La Libertad          | 6 (1925, 1926, 1929, 1934, 1942, 1946) |
| CS Cartaginés           | 4 (1923, 1936, 1940, Clau. 2022) |
| Orión FC                | 2 (1938, 1944) |
| Universidad             | 1 (1943) |
| AD Carmelita            | 1 (1961) |
| CS Uruguay              | 1 (1963) |
| Mun. Puntarenas         | 1 (1986) |
| Liberia Mía             | 1 (Clau. 2009) |
| Brujas Escazu           | 1 (Aper. 2009) |
| Municipal Pérez Zeledon | 1 (Aper. 2017) |
| AD San Carlos           | 1 (Clau. 2019) |

| Provinces  | Victoires | équipe |
| San José   | 50        | Deportivo Saprissa (40) CS La Libertad (6) Universidad (1) CS Uruguay (1) Municipal Pérez Zeledon (1) Brujas Escazu (1) |
| Alajuela   | 32        | LD Alajuelense (30) AD Carmelita (1) AD San Carlos (1)                                                                  |
| Heredia    | 30        | CS Herediano (30) |
| Cartago    | 6         | CS Cartaginés (4) Orión FC (2)                                                                                          |
| Guanacaste | 1         | Liberia Mía (1) |
| Puntarenas | 1         | Mun. Puntarenas (1) |

## Records
Le record de titres est détenu par le Deportivo Saprissa avec 40 titres gagnés de 1952 à 2024.

### Double champions
| équipe             | années                   |
| ------------------ | ------------------------ |
| CS Herediano       | 1921 et 1922             |
| CS La Libertad     | 1925 et 1926             |
| CS Herediano       | 1947 et 1948             |
| LD Alajuelense     | 1949 et 1950             |
| Deportivo Saprissa | 1952 et 1954             |
| Deportivo Saprissa | 1963-1964 et 1964-1965   |
| LD Alajuelense     | 1969-1970 et 1970-1971   |
| CS Herediano       | 1977-1978 et 1978-1979   |
| LD Alajuelense     | 1982-1983 et 1983-1984   |
| Deportivo Saprissa | 1987-1988 et 1988-1989   |
| LD Alajuelense     | 1990-1991 et 1991-1992   |
| Deportivo Saprissa | 1993-1994 et 1994-1995   |
| LD Alajuelense     | 1995-1996 et 1996-1997   |
| Deportivo Saprissa | 1997-1998 et 1998-1999   |
| Deportivo Saprissa | Clau. 2014 et Aper. 2014 |

### Triple champions
| équipe             | années                               |
| ------------------ | ------------------------------------ |
| LD Alajuelense     | 1958, 1959 et 1960                   |
| Deportivo Saprissa | 1966-1967, 1967-1968 et 1968-1969    |
| LD Alajuelense     | Aper. 2010, Clau. 2011 et Aper. 2011 |

### Quadruple champions
| équipe             | années                                           |
| ------------------ | ------------------------------------------------ |
| CS Herediano       | 1930, 1931, 1932 et 1933                         |
| LD Alajuelense     | 1999-2000, 2000-2001, 2001-2002 et 2002-2003     |
| Deportivo Saprissa | Aper. 2022, Clau. 2023, Aper. 2023 et Clau. 2024 |

### Quintuple champions
| équipe             | années                                                     |
| ------------------ | ---------------------------------------------------------- |
| Deportivo Saprissa | 2005-2006, 2006-2007, Aper. 2007, Clau. 2008 et Aper. 2008 |

### Sextuple champions
| équipe             | années                                                             |
| ------------------ | ------------------------------------------------------------------ |
| Deportivo Saprissa | 1971-1972, 1972-1973, 1973-1974, 1974-1975, 1975-1976 et 1976-1977 |

### Autres articles
- Fédération du Costa Rica de football